# Direitos LGBT na América Central e Caribe

Direitos LGBT na América Central e ilhas do Caribe:
Casamento entre pessoas do mesmo sexo
União Civil
Casamento entre pessoas do mesmo sexo reconhecido, mas não realizado
Sem reconhecimento
Atividade homossexual ilegal
Sem reconhecimento (casamento homossexual proibido)
Constituição limita o casamento para casais de sexo oposto
Punida, mas sem prisão
Prisão
Prisão perpétua
Pena de morte

Dentre os dezenove países e territórios da região geográfica do Caribe, cinco possuem legislação que criminaliza as relações homossexuais (sendo que em quatro destes apenas a homossexualidade masculina é alvo de punições), enquanto outro país já possuiu legislação que determinava o envio de homossexuais para campos de concentração. Por outro lado, três territórios possuem legislação que reconhece a união civil e dois países na região que reconhecem o casamento igualitário: a Costa Rica e Cuba.
 Antígua e Barbuda - Antilhas Holandesas - Aruba - Bahamas - Belize - Barbados - Bermudas - Ilhas Caymans - Costa Rica - Cuba - El Salvador - Granada - Guadalupe - Guatemala - Haiti - Honduras - Jamaica - Martinica - Nicarágua - Panamá - República Dominicana - São Cristóvão e Nevis - Santa Lúcia - São Vicente e Granadinas - Trindade e Tobago - Turks e Caicos

## Antígua e Barbuda

Direitos LGBT nas Pequenas Antilhas:
Casamento entre pessoas do mesmo sexo
União Civil
Casamento entre pessoas do mesmo sexo reconhecido, mas não realizado
Sem reconhecimento
Atividade homossexual ilegal
Sem reconhecimento (casamento homossexual proibido)
Constituição limita o casamento para casais de sexo oposto
Punida, mas sem prisão
Prisão
Prisão perpétua
Pena de morte

- Pune? Não.
- União civil? s/d
- Protege de discriminação? s/d

## Antilhas Holandesas
- Pune? Não.
- União civil? Sim.
- Protege de discriminação? Sim.
- Observação: Por ser parte integrante da monarquia holandesa, uniões civis e casamentos homossexuais são reconhecidos como válidos. No entanto, não houve ainda a realização de nenhum nas Antilhas Holandesas até o momento.

## Aruba
- Pune? Não.
- União civil? s/d
- Protege de discriminação? Sim.
- Observação: O governo holandês afirma que, sendo Aruba parte integrante da monarquia holandesa, é obrigada a reconhecer as uniões civis e casamentos homossexuais como válidos. No entanto, o governo local insiste em não reconhecer. O caso está pendente na suprema corte.

## Bahamas
- Pune? Não.
- União civil? s/d
- Protege de discriminação? Não.

## Barbados
- Pune? Sim.
- Pena máxima: s/d
- Pena mínima: s/d
- União civil? n/a
- Protege de discriminação? Legislação atualmente em revisão.

## Belize
- Pune? Não.
- União civil? s/d
- Protege de discriminação? Não.

## Bermudas
- Pune? Não.
- União civil? s/d
- Protege de discriminação? Em cogitação.

## Ilhas Caiman
- Pune? Não.
- União civil? s/d
- Protege de discriminação? Sim.

## Costa Rica
- Pune? Não.
- Casamento igualitário  Sim
- Protege de discriminação? Sim.
- Observação: Casamento Igualitário foi aprovado em 10 de Janeiro de 2018

## Cuba
- Pune? Não.
- Casamento igualitário? Sim
- União civil? s/d
- Protege de discriminação? Não.
- Em 2010, Fidel Castro assumiu que Cuba teve uma "onda homofóbica" nos anos seguintes à Revolução Cubana e afirmou que, se alguém era culpado, era ele mesmo.[1] Porém, desde 2008, a abertura em Cuba a diversidade sexual, incluindo a possibilidade de cirurgia de mudança sexual, sendo gratuita e garantida por lei.[2][3] Atualmente (2020), apesar da constituição cubana não permitir o casamento homossexual, existe uma grande frente a favor dos direitos LGBTQA+ movimentada principalmente por Mariela Castro, sobrinha de Fidel Castro, que é diretora do CENESEX (Centro Nacional de Educação Sexual), criado em 1972, órgão também muito importante neste debate na ilha.[4]

## El Salvador
- Pune? Não.
- União civil? s/d
- Protege de discriminação? Não.

## Granada
- Pune apenas a homossexualidade masculina.
- Pena máxima: s/d
- Pena mínima: s/d
- União civil? n/a
- Protege de discriminação? Não.

## Guadalupe
- Pune? Não.
- União civil? Pacte civil de solidarité.
- Protege de discriminação? Sim.

## Guatemala
- Pune? Não.
- União civil? s/d
- Protege de discriminação? Sim.
- Observação: Legislação antidiscriminização no Código de la Niñez y the la Juventud desde 1997.

## Haiti
- Pune? Não.
- União civil? s/d
- Protege de discriminação? Não.

## Honduras
- Pune? Não.
- União civil? s/d
- Protege de discriminação? Não.
- Observação: Casamento homossexual e adoção proibidos na Constituição local desde 2005.

## Jamaica
- Pune apenas a homossexualidade masculina.
- Pena máxima: Dez anos de detenção
- Pena mínima: Dez anos de detenção
- União civil? n/a
- Protege de discriminação? Não.

## Martinica
- Pune? Não.
- União civil? Pacte civil de solidarité.
- Protege de discriminação? Sim.

## Nicarágua
- Pune? Não.
- União civil? n/a
- Protege de discriminação? Não.

## Panamá
- Pune? Não.
- União civil? s/d
- Protege de discriminação? Não.

## República Dominicana
- Pune? Não.
- União civil? s/d
- Protege de discriminação? Não

## São Cristóvão e Nevis
- Pune? Não.
- União civil? s/d
- Protege de discriminação? Não.

## Santa Lúcia
- Pune apenas a homossexualidade masculina.
- Pena máxima: Vinte e cinco anos de detenção.
- Pena mínima: Multa.
- União civil? n/a
- Protege de discriminação? Não.

## São Vicente e Granadinas
- Pune? s/d
- União civil? s/d
- Protege de discriminação? Não.

## Trindade e Tobago
- Pune apenas a homossexualidade masculina.
- Pena máxima: Dez anos de detenção.
- Pena mínima: Multa.
- União civil? n/a
- Protege de discriminação? Não.

## Turks e Caicos
- Pune? Não.
- União civil? s/d
- Protege de discriminação? Não.

 Antígua e Barbuda - Antilhas Holandesas - Aruba - Bahamas - Belize - Barbados - Bermudas - Ilhas Caymans - Costa Rica - Cuba - El Salvador - Granada - Guadalupe - Guatemala - Haiti - Honduras - Jamaica - Martinica - Nicarágua - Panamá - República Dominicana - São Cristóvão e Nevis - Santa Lúcia - São Vicente e Granadinas - Trindade e Tobago - Turks e Caicos